# Качура Ольга Сергіївна
Ольга Сергіївна Качура (позивний — Корса; 12 травня 1970, Донецьк, Українська РСР — 3 серпня 2022, Донецька область, Україна) — українська колабораціоністка з Росією, військова діячка терористичного угрупування Донецька народна республіка, воєнна злочинниця[⇨], Герой Росії (посмертно). Заступниця командира артилерійського дивізіону 3 ОМСБр 1 АК ЗС РФ.

## Біографія
Народилася 12 травня 1970 року в Донецьку у сім'ї спадкових офіцерів.
Закінчила Донецький політехнічний інститут за спеціальністю «розробник програмного забезпечення для систем наведення балістичних ракет».
Протягом 16 років працювала в МВС України. На момент звільнення у лютому 2011 року обіймала посаду начальниці штабу районного відділу міліції у званні підполковника.

### Участь у російсько-українській війні
Навесні 2014 приєдналася до бойовиків Безлера, разом з якими брала участь у боях за Слов'янськ. В червні 2014 року, Качурі було вперше доручене керування системами залпового вогню «Град». Згодом її було призначено на посаду заступниці командира реактивного артилерійського дивізіону 3 ОМСБр чисельністю 140 артилеристів.
Під час боїв за Горлівку бойовики під командуванням «Корси» нанесли українські розпізнавальні знаки на свої РСЗВ та, перетнувши лінію фронту, здійснили обстріл позицій українських військових.
У 2015 році брала участь у боях за Дебальцеве, керуючи обстрілами міста.
4 квітня 2015 Качурі було присвоєно звання «полковника ДНР».
18 грудня 2017 дивізіон «Корси» здійснив обстріл житлових районів Новолуганського, внаслідок чого були пошкоджені десятки будівель, включно зі школою, дитсадком та фельдшерським пунктом. 8 жителів селища зазнали поранень різного ступеню тяжкості.
У грудні 2021 року Шевченківський районний суд міста Чернівці заочно засудив Качуру до 12 років позбавлення волі.

## Ліквідація
Існує декілька версій загибелі «Корси»: за даними російського пропагандиста Бориса Рожина, її було ліквідовано 3 серпня 2022 у Горлівці внаслідок артилерійського обстрілу. За версією російського пропагандиста Юрія Котенка, автомобіль Качури було підірвано диверсійною групою ЗСУ. За іншими даними, «Корсу» ліквідовано внаслідок обстрілу 29 липня 2022.
Згодом з'явилися дані про те, що можливо Качуру було ліквідовано її ж командуванням з угруповання ДНР.
Під час прощання у центрі Донецька біля драмтеатру пролунали вибухи. Деякі українські джерела повідомляли, що на одному із записів із місця подій чутно, що між звуками вильоту снаряда та його «прильотом» різниця становила лише 2 секунди. Російські джерела звинуватили ЗСУ в завданні артилерійського удару. Деякі повідомляли, що у драмтеатр влучило 2 снаряди, внаслідок чого 2 людини загинуло і 5 дістали поранення.
За інформацією самих же російських ЗМІ, центр Донецька було вперше обстріляно за 8 років з початку російсько-української війни:

| Район театру опери та балету і готелю «Донбас Палас» в центрі Донецька обстріляний вперше за всі 8 років конфлікту, передає кореспондент РИА Новости. |
| — РИА Новости, 4 серпня 2022 |

Похована у Донецьку на Алеї Героїв цвинтаря «Донецьке море».

## Воєнні злочини
Під час боїв за Горлівку у 2014 році, бойовики під командуванням «Корси» нанесли українські розпізнавальні знаки на свої РСЗВ та, перетнувши лінію фронту, здійснили обстріл позицій українських військових. Подібне використання розпізнавальних знаків є воєнним злочином. Центр «Миротворець» назвав Ольгу Качуру воєнним злочинцем.

## Нагороди
- Георгіївський хрест 2-го ступеня (05.2022)
- Звання «Герой Російської Федерації» (посмертно, 4 серпня 2022)[10]